# Arhopala aenigma
Arhopala aenigma är en fjärilsart som beskrevs av John Nevill Eliot 1972. Arhopala aenigma ingår i släktet Arhopala och familjen juvelvingar. Inga underarter finns listade i Catalogue of Life.